# Anisostena daguerrei
Anisostena daguerrei es una especie de coleóptero de la familia Chrysomelidae. Fue descrita científicamente por primera vez en 1938 por Uhmann.